# Alexandre von Sivers
Alexandre von Sivers est un acteur belge aux origines russes, géorgiennes et estoniennes, né en Pologne en 1943. Comédien de théâtre, il a également tourné dans de nombreuses fictions pour la télévision et le cinéma dans lesquelles il a tenu de nombreux seconds rôles.

## Biographie
Il fait ses humanités à l'Institut Saint-Boniface Parnasse.
Docteur en droit, il est également connu pour s’être fortement impliqué dans la défense syndicale des travailleurs du spectacle au sein de la FGTB.
Il est professeur d'interprétation dramatique au conservatoire de Bruxelles, représentant syndical des interprètes à la Commission du spectacle et du cinéma. Il donne également des cours de droit des artistes à l'Institut des arts de diffusion en Belgique.
Au cinéma, il travaille notamment sous la direction d’André Delvaux, Philippe de Broca, Marion Hänsel, Jaco Van Dormael, Jean-Philippe Toussaint, Claude Goretta, Manu Bonmariage, Josée Dayan, Martine Dugowson, Harry Kümel, Tony Marchal, Robbe De Hert, Jean-Daniel Verhaeghe, François Marthouret, Damien Chemin, Xavier Diskeuve, Joann Sfar, Jean-Marie Poiré.

## Théâtre
Dans les années 1960, il fait de la figuration à l’Opéra national de Belgique où il participe notamment aux spectacles de Maurice Béjart (Boléro, Les Contes d’Hoffmann, Les Quatre Fils Aymon). Tout en achevant ses études de droit, il joue au Théâtre universitaire de Louvain avec Armand Delcampe (Le Manteau de Nicolas Gogol, Fin de partie de Samuel Beckett, Romulus le Grand de Friedrich Dürrenmatt).
Dans les années 1970, il suit les cours de Claude Étienne et Georges Genicot au Conservatoire royal de Bruxelles, crée Les Miroirs d’Ostende de Paul Willems au Rideau de Bruxelles, participe au mouvement des Jeunes Compagnies de l’époque (Philippe van Kessel, Philippe Sireuil, Patrick Roegiers, Marc Liebens…). « Ève du Théâtre » (prix de la presse théâtrale) en 1976 pour Dialogues d’exilés de Bertolt Brecht.
Depuis lors, il joue régulièrement sur la plupart des scènes belges (Cyrano de Bergerac, La Dixième de Beethoven de Peter Ustinov, Caligula d’Albert Camus, Coriolan de William Shakespeare ; Le Balcon de Jean Genet, Le Misanthrope et Dom Juan de Molière), avec une prédilection pour des projets « marginaux », dont certains finissent par devenir de véritables « institutions », comme L’Enseigneur de Jean-Pierre Dopagne qui est joué pendant six saisons consécutives et repris plus tard par Jean Piat sous le titre de Prof.

## Filmographie

### Cinéma
- 1981 : Prune des bois de Marc Lobet
- 1988 : L'Œuvre au noir d'André Delvaux : le deuxième théologien
- 1991 : Eline Vere d'Harry Kümel :
- 1992 : La Sévillane de Jean-Philippe Toussaint
- 1994 : Just Friends de Marc-Henri Wajnberg
- 1995 : Le Nez au vent de Dominique Guerrier
- 1996 : Le Huitième Jour de Jaco Van Dormael
- 2000 : Thomas est amoureux de Pierre-Paul Renders
- 2003 : Quand la mer monte… de Yolande Moreau
- 2009 : Panique au village de Stéphane Aubier et Vincent Patar (voix)
- 2014 : Jacques a vu de Xavier Diskeuve
- 2014 : Tous les chats sont gris de Savina Dellicour
- 2016 : Les Visiteurs : La Révolution de Jean-Marie Poiré
- 2018 : Chien de Samuel Benchetrit
- 2022 : Le Tigre et le Président de Jean-Marc Peyrefitte
- 2023 : La Graine d'Éloïse Lang

### Télévision
- 1988-1989 : Le Bonheur d'en face : Maître Gallet
- 1996 : Les Steenfort, maîtres de l'orge : Père abbé
- 2001 : Le Violon brisé d’Alain Schwarzstein
- 2002 : La Torpille de Luc Boland
- 2012 : The Expatriate de Philipp Stölzl

## Doublage

### Cinéma
- 2001 : 2001 Maniacs : le maire Buckman (Robert Englund)
- 2007 : Son ex et moi : Bob Kowalski (Charles Grodin)
- 2010 : La Conspiration : le juge Wylie (John Cullum)
- 2021 : L'Ombre d'un mensonge : Angus (Julian Glover)

### Télévision

#### Téléfilm
- 2011 : Il était une fois à Castlebury... : ? ( ? )

#### Séries télévisées
- 2010 / 2013 : Doctor Who : Malohkeh (Richard Hope (en)) (épisode La Révolte des intra-terrestres, deuxième partie), Grisenko (David Warner) (épisode Destruction mutuelle assurée) et le docteur de la guerre (John Hurt) (épisodes Le Nom du Docteur et Le Jour du Docteur)
- 2019 : Et si c'était lui : Pietro (Teco Celio)